# Khánh Thiện Công chúa
Khánh Thiện Công chúa (慶善公主; ? - ?) là công chúa nhà Triều Tiên, con gái của Triều Tiên Thái Tổ và Thần Ý Vương hậu Hàn thị, em gái của Triều Tiên Định Tông và Triều Tiên Thái Tông. Sinh mất không rõ.
Thái Tổ Đại vương năm thứ 2, 1393, hạ giá lấy Thanh Nguyện quân (靑原君) Thẩm Tông (沈悰), con trai thứ sáu của Thanh Thành Bá (靑城伯) Thẩm Đức Phù (沈德符). Thẩm Tông âm mưu cấu kết với anh trai bà Hoài An quân Lý Phương Cán để tranh giành ngôi vị Trữ quân kế vị ngôi vua với Tĩnh An quân Lý Phương Viễn, cuối cùng, kết quả của sự tranh giành là Phương Cán thua, bị đày cùng với Thẩm Tông đến Thố San, không lâu sau Thẩm Tông chết vì bệnh tại đây, Khánh Thiện Công chúa trở thành góa phụ. Bà có với Thẩm Tông một người con gái, không rõ tên, hạ giá lấy Khang Bình (康平) công Lý Minh Thần (李明晨) ở Đức Thủy.

## Gia quyến
Thân gia Toàn Châu Lý thị (全州 李氏) 
- Nội Tổ phụ: Hoàn Tổ Đại vương
- Nội Tổ mẫu: Ý Huệ Vương hậu Vĩnh Hưng Thôi thị
  - Phụ hoàng: Thái Tổ Đại vương
- Ngoại Tổ phụ: An Xuyên Phủ viện quân(安川府院君)·Cảnh Mẩn công(景敏公) Hàn Khanh (韓卿)
- Ngoại Tổ mẫu: Tam Hàn Quốc Đại phu nhân (三韓國大夫人)  Sóc Ninh Thân thị
  - Mẫu hậu: Thần Ý Vương hậu An Biên Hàn thị
    - Vương huynh: Trấn An Đại quân Lý Phương Vũ
    - Vương huynh: Định Tông Đại vương Lý Phương Quả
    - Vương huynh: Ích An Đại quân Lý Phương Nghị
    - Vương huynh: Hoài An Đại quân Lý Phương Cán
    - Vương huynh: Thái Tông Đại vương Lý Phương Viễn 
    - Vương huynh: Đức An Đại quân Lý Phương Diễn
    - Vương tỷ: Khánh Thận Công chúa

Thanh Tùng Thẩm thị (靑松 沈氏)
- - Chương phụ[2]: Thẩm Thành bá(靑城伯)·Định An công(定安公) Thẩm Đức Phù (沈德符)
  - Chương mẫu: Biện Hàn Quốc Đại phu nhân Thanh Châu Tống thị (卞韓國大夫人 淸州 宋氏), con gái của Thanh Nguyện quân Tống Hữu Trung (宋有忠)
  - Thân Chương mẫu[3]: Biện Hàn Quốc Đại phu nhân Nhân châu Môn thị (卞韓國大夫人 仁川 門氏), con gái của Giam Môn vệ Lang tướng Môn Tất Đại (門必大)
    - Phò mã: Thanh Nguyện quân Thẩm Tông (沈悰, ?~1418)
      - Trưởng nữ: Không rõ tên, gã cho Khang Bình (康平) công Lý Minh Thần (李明晨) ở Đức Thủy.